# Srbijansko-crnogorska vaterpolska reprezentacija
Srpskocrnogorska vaterpolska reprezentacija predstavljala je državu SR Jugoslaviju od 27. travnja 1992. do 4. veljače 2003., i Državnu Zajednicu Srbija i Crna Gora od 4. veljače 2003. do 8. lipnja 2006. Nakon njenog raspada obje države sljednice nastavile su biti u svjetskom vrhu, ali je Srbija bila mnogo uspješnija.

## Nastupi na velikim natjecanjima

### Olimpijske igre
- 1996.: 8. mjesto
- 2000.:  bronca
- 2004.:  srebro

### Svjetska prvenstva
- 1998.:  bronca
- 2001.:  srebro
- 2003.:  bronca
- 2005.:  zlato

### Svjetski kupovi
- 1997.: 7. mjesto
- 1999.: 5. mjesto
- 2002.:  bronca
- 2006.:  zlato

### Svjetske lige
- 2003.: 4. mjesto
- 2004.:  srebro
- 2005.:  zlato
- 2006.:  zlato

### Europska prvenstva
- 1997.:  srebro
- 1999.: 7. mjesto
- 2001.:  zlato
- 2003.:  zlato

### Mediteranske igre
- 1997.:  zlato
- 2001.: 4. mjesto
- 2005.:  bronca

## Poznati igrači
- Aleksandar Šapić (najbolji strijelac)
- Dejan Savić
- Igor Milanović
- Vladimir Vujasinović
- Aleksandar Ćirić
- Petar Trbojević
- Danilo Ikodinović
- Vanja Udovičić
- Slobodan Nikić
- Živko Gocić

## Izbornici
- Nikola Stamenić (1992. – 1999.)
- Nenad Manojlović (1999. – 2004.)
- Petar Porobić (2004. – 2006.)